# Локомотив (Перник)
Локомотив е несъществуващ футболен отбор от Перник.
Основан е като Железничариски спортен клуб /ЖСК/ през 1941 г. 
В годините на Втората световна война ЖСК (Перник) е постоянен първенец на Пернишка околия и представител на града в първенството на Рилска спортна област.
През 1943 година отборът достига до финалната среща от турнира за купата "Железничар". Мачът се играе на 24 октомври 1943 г. пред 10 000 зрители на Минното игрище в Перник и е спечелен от ЖСК (София) с 3:1.
През 1945 г. името му е променено на "Локомотив". На 19 август 1946 г. двете пернишки физкултурни дружества "Рудничар" и "Локомотив" се обединявят под името "Републиканец".
През 1949 г. клубът е възстановен под формата на Доброволна спортна организация "Торпедо", а от 1951 г. отново носи името "Локомотив".